# Century Child
Century Child este cel de-al patrulea album al formației finlandeze Nightwish.

## Ordinea pieselor pe disc
Versiunea inițială
|     | Titlul                                                                       | Producători                                                    | Durata |
| --- | ---------------------------------------------------------------------------- | -------------------------------------------------------------- | ------ |
| 1.  | „Bless the Child”                                                            | Holopainen                                                     | 6:12   |
| 2.  | „End of All Hope”                                                            | Holopainen                                                     | 3:54   |
| 3.  | „Dead to the World”                                                          | Holopainen                                                     | 4:19   |
| 4.  | „Ever Dream”                                                                 | Holopainen                                                     | 4:43   |
| 5.  | „Slaying the Dreamer”                                                        | Holopainen & Vuorinen                                          | 4:31   |
| 6.  | „Forever Yours”                                                              | Holopainen                                                     | 3:51   |
| 7.  | „Ocean Soul”                                                                 | Holopainen                                                     | 4:14   |
| 8.  | „Feel For You”                                                               | Holopainen                                                     | 3:54   |
| 9.  | „The Phantom of the Opera”                                                   | Andrew Lloyd Webber / Charles Hart, Richard Stilgoe, Mike Batt | 4:09   |
| 10. | „Beauty of the Beast (Long Lost Love - One More Night to Live - Christabel)” | Hietala, Vuorinen & Holopainen                                 | 10:24  |

Versiunea pentru Regatul Unit
|     | Titlul                                                                       | Producători                                                    | Durata |
| --- | ---------------------------------------------------------------------------- | -------------------------------------------------------------- | ------ |
| 1.  | „Bless the Child”                                                            | Holopainen                                                     | 5:12   |
| 2.  | „End of All Hope”                                                            | Holopainen                                                     | 3:54   |
| 3.  | „Dead to the World”                                                          | Holopainen                                                     | 4:19   |
| 4.  | „Ever Dream”                                                                 | Holopainen                                                     | 4:43   |
| 5.  | „Slaying the Dreamer”                                                        | Holopainen & Vuorinen                                          | 4:31   |
| 6.  | „Forever Yours”                                                              | Holopainen                                                     | 3:51   |
| 7.  | „Ocean Soul”                                                                 | Holopainen                                                     | 4:14   |
| 8.  | „Feel For You”                                                               | Holopainen                                                     | 3:54   |
| 9.  | „The Phantom of the Opera”                                                   | Andrew Lloyd Webber / Charles Hart, Richard Stilgoe, Mike Batt | 4:09   |
| 10. | „Beauty of the Beast (Long Lost Love - One More Night to Live - Christabel)” | Hietala, Vuorinen & Holopainen                                 | 10:24  |
| 11. | „Lagoon” (piesă bonus)                                                       | Holopainen                                                     | 3:47   |
| 12. | „The Wayfarer” (piesă bonus)                                                 | Holopainen                                                     | 3:25   |
| 13. | „Bless the Child” (varianta editată)                                         | Holopainen                                                     | 4:09   |
| 14. | „End of All Hope” (varianta live)                                            | Holopainen                                                     | 4:12   |
| 15. | „Dead to the World” (varianta live)                                          | Holopainen                                                     | 4:46   |